# Akababuru: Expresión de asombro
Akababuru: Expresión de asombro (internationaler Titel: Akababuru: Expression of Astonishment, dt.: Akababuru: Ausdruck des Erstaunens) ist ein kolumbianischer Kurzfilm für Kinder unter der Regie von Irati Dojura Landa Yagarí aus dem Jahr 2025. Der Film feierte im Februar 2025 auf der Berlinale seine Weltpremiere in der Sektion Berlinale Generation und erhielt dort eine Lobende Erwähnung beim Spezialpreis der Internationalen Jury für den Besten Kurzfilm in der Sektion Kplus.

## Handlung
Kari, ein indigenes Mädchen aus dem Volk der Embera, überwindet in diesem Film seine Angst davor zu lachen. Eine wichtige Rolle spielt dabei der Mythos von Kiraparamia. Nach mündlich überlieferten Erzählungen wurde Kiraparamia von den Göttern bestraft, weil sie ihren Mann ausgelacht hatte. Kari gelingt es, die Bedeutung des Lachens als Element von Freiheit neu zu definieren und das Lachen in die Sprache ihrer persönlichen Freiheit zu übertragen.

## Produktion

### Filmstab
Regie führte Irati Dojura Landa Yagarí, von der auch das Drehbuch stammt.
Der erste Kurzfilm der Regisseurin aus dem Volk der Embera Chamí entstand als Teil eines Forschungs- und Schaffensprojekt, das sich mit der jahrhundertealten, mythischen Unterdrückung der Frauen durch sexistische Diskurse beschäftigt.
Die Kameraführung lag in den Händen von Rave Laura und für den Filmschnitt waren Palacio Mesa und Isabella Díaz Juanes verantwortlich.

### Produktion und Förderungen
Produziert wurde der Film von Landa Yagarí Irati Dojura und Laura Giraldo Mira.

### Dreharbeiten und Veröffentlichung
Der Film feierte im Februar 2025 auf der Berlinale seine Weltpremiere in der Sektion Berlinale Generation Kplus.

## Auszeichnungen und Nominierungen
- 2025: Internationale Filmfestspiele Berlin: Lobende Erwähnung beim Spezialpreis der Internationalen Jury für den Besten Kurzfilm in der Sektion Kplus